# Институт перевода и книги Малайзии
Институт перевода и книги Малайзии (малайск.  Institut Terjemahan & Buku Malaysia ) — один из крупнейших переводческих и издательских центров Малайзии.

Книги-бестселлеры Института перевода и книги Малайзии на международной ярмарке в Куала-Лумпуре в мае 2018 г.

## История создания и функции
Основан 14 сентября 1993 года под названием Национальный институт перевода Малайзии. Является государственным органом двойного подчинения: министерству финансов и министерству образования. Первоначально осуществлял переводы книг с иностранных языков на малайский и с малайского на иностранные языки.
Современное название с 16 декабря 2011 г. Оно отражает и изменение функций института. Он стал не только заниматься переводами и их изданием, но и публикацией оригинальных книг на малайском языке, главным образом в сотрудничестве с Национальным союзом писателей Малайзии.

## Руководство
Текущую работу контролирует исполнительный директор (с октября 2018 г. Сакри Абдуллах).

## Деятельность
Институт принимает активное участие в Международных книжных ярмарках в стране и за рубежом, осуществляет сотрудничество с зарубежными издательствами, организует курсы переводчиков, проводит обсуждение книг, оказывает переводческие услуги организациям и частным гражданам. При институте функционирует книжный магазин и книжная автолавка. В 2017 году институт выпустил около 365 переводных и оригинальных новых книг (из 12 000 книг, изданных по стране в целом).

## Издания российских авторов и переводы на русский язык
В 2009 году Институт издал на малайском языке антологию русской литературы «Золотая роза», а в 2015 г. — сборник речей президента России В.В. Путина. Малайзийский национальный писатель Абдул Самад Саид высоко оценил издание антологии «Золотая роза», отметив в предисловии к ней, что «наконец-то малайзийцы смогут познакомиться с сокровищницей русской литературы в переводах, сделанных непосредственно с русского языка и сохранивших свежесть и живую интонацию оригиналов».
Кроме того, в переводах на русский изданы стихи Сити Зайнон Исмаил, Зурины Хассан и Абдула Гафара Ибрагима.Это событие профессор из Петербурга А. К. Оглоблин прокомментировал следующим образом: «Замечательно, что и в Малайзии, а не только в Париже или Нью-Йорке издают по-русски. И местным студентам, кто захочет, будет полезно».

## Исполнительные директора
- Ахмад Заки Абу Бакар (1993—1996)
- Махпор Баба (1996—1999)
- Амдун Хуссейн (1999—2001)
- Хамида Баба (2002—2004)
- Шаруддин Али (2004—2007)
- Мохд Кхаир Нгадирон (2007—2018)
- Сакри Абдуллах (2018 -)